# Синдром Клейне — Левина
Синдром Клейне — Левина (синдром «спящей красавицы») — чрезвычайно редкое неврологическое расстройство, для которого характерны периодические эпизоды чрезмерной сонливости (гиперсомнии) и сужения сознания. Больные спят большую часть суток (до 18 часов, а иногда и дольше), просыпаясь лишь для того, чтобы поесть и сходить в туалет; они становятся раздражительными или агрессивными, если им пытаются помешать проводить во сне слишком много времени. Разбудить спящего при этом чрезвычайно сложно. Болезнь возникает обычно в юношеском возрасте.

## История
Впервые синдром был описан в 1786 году французским врачом Эдме Пьером Шаво де Бошеном. В 1862 году доктор медицины Бриер де Буаммон дал раннее описание синдрома. В 1925 году немецкий психиатр Вилли Клейне описал серию из девяти случаев рекуррентной гиперсомнии. В 1936 году американский невропатолог Макс Левин добавил ещё пять случаев, сфокусировавшись на сочетании гиперсомнии и нарушения пищевого поведения.

## Эпидемиология
Распространённость болезни оценивается в 1:1 000 000.

## Этиология и патофизиология
Причины и условия возникновения болезни неизвестны.
Анализ на однофотонной эмиссионной компьютерной томографии (ОФЭКТ) показал таламическую гипоперфузию в нескольких случаях. Некоторые исследователи предполагают, что появление синдрома вызвано нарушением функций лимбических и гипоталамических структур. В спинномозговой жидкости у больных иногда обнаруживается лимфоцитарный плеоцитоз. Иногда синдром Клейне — Левина появляется после перенесённых черепно-мозговой травмы или энцефалита.
Повышена распространённость болезни среди ашкеназов, что может свидетельствовать о генетической предрасположенности.

## Симптоматика
У больных наблюдаются спутанность сознания, дезориентация, упадок сил, апатия. Они неспособны учиться или работать, заботиться о себе. Характерны когнитивные нарушения, возможны амнезия на события, сноподобное состояние, деперсонализация, у некоторых пациентов возникают зрительные и слуховые галлюцинации, параноидный и паранойяльный бред. Большинство больных жалуются, что всё вокруг кажется «не в фокусе», а также испытывают повышенную чувствительность к шуму и свету.
В большинстве случаев (75 %) вне сна у больных развивается компульсивная мегафагия (прожорливость, переедание) без чувства насыщения. При этом они обычно предпочитают сладости и нетипичные продукты питания. Примерно у половины пациентов (чаще мужского пола) наблюдается гиперсексуальное поведение. У мужчин оно проявляется в частой мастурбации, непристойной брани, обнажении себя, сексуальных домогательствах. Женщины склонны к депрессивным проявлениям.
Синдром Клейне — Левина обычно возникает на втором десятилетии жизни, хотя описаны случаи его появления в возрасте от 4 до 80 лет. Расстройство чаще поражает мужчин (2—4:1). Эпизоды наступают каждые 3—6 месяцев и обычно длятся 2—3 дня, максимально до 6 недель. В промежутках между эпизодами пациенты выглядят вполне здоровыми и не предъявляют никаких жалоб, у них нормальные внимание, когнитивные способности и психический статус.
После 40 лет достаточно часто встречается спонтанная ремиссия.

## Терапия
Для устранения сонливости используются психостимуляторы, например метилфенидат, модафинил, D-амфетамин, амфетамин, эфедрин, метамфетамин, пемолин-пирацетам-меклофеноксат. Модафинил рекомендуется назначать от 200 мг/день. Для смягчения патологического поведения и уменьшения длительности эпизодов применяются препараты лития.
Есть данные о некоторых позитивных эффектах при терапии амантадином и/или вальпроевой кислотой.
Различные истории болезни показали, что такие препараты, как галоперидол, хлорпромазин, рисперидон, трифтороперазин, левомепромазин, тиоридазин, клозапин и флумазенил, неэффективны. Электрошоковая и инсулинокоматозная терапия также не дают желаемых результатов.